# مودرا
مودرا (بالإنجليزية: Modra)‏ هي بلدة تقع في سلوفاكيا في Pezinok District. يقدر عدد سكانها بـ 8,704 نسمة .